# Oktiabrskoïe (raïon de Rylsk)
Oktiabrskoïe (en russe : Октя́брьское) est un village du selsoviet d'Oktiabrskoïe du raïon de Rylsk dans l'oblast de Koursk, en Russie. Sa population s'élevait à 333 habitants au recensement de 2021.

## Géographie
Le village d'Oktiabrskoïe se situe dans l'oblast de Koursk, un oblast de la partie européenne de la Russie. Le village fait partie du raïon de Rylsk, avec Rylsk comme centre administratif. Il se trouve dans le selsoviet de Oktiabrskoïe, une municipalité, avec le village d'Oktiabrskoïe comme chef-lieu.

## Histoire
Lors de l'Incursion d'août 2024 dans l'oblast de Koursk, une colonne entière de véhicules russes venue en renfort est détruite dans le village faisant jusq'à quatre cent quatre-vingt dix victimes en une frappe de missile ukrainien.

## Démographie
Recensements (*) et estimations de la population :
| 2002 * | 2010* | 2021* | - |
| ------ | ----- | ----- | - |
| 285    | 284   | 333   | - |